# Гадо (Грузия)
Гадо (груз. ღადო, арм. Ղադո) — село в Грузии, на территории Ахалкалакского муниципалитета края (мхаре) Самцхе-Джавахети.

## География
Село находится в южной части Грузии, в южной части перевала Низацкаро, на расстоянии приблизительно 19 километров (по прямой) к северу от города Ахалкалаки, административного центра муниципалитета. Абсолютная высота — 1808 метров над уровнем моря.

## Население
По результатам официальной переписи населения 2014 года, в Гадо проживало 480 человек (240 мужчин и 240 женщин). В национальной структуре населения армяне составляли 100 %.
| Год  | Население, человек |
| ---- | ------------------ |
| 2002 | 652                |
| 2014 | ↘ 480              |